# 岩渕真奈
岩渕 真奈（いわぶち まな、1993年3月18日 - ）は、東京都武蔵野市出身の元女子サッカー選手。元サッカー日本女子代表。ポジションはフォワード、ミッドフィールダー。サッカー選手の岩渕良太は実兄。

## 来歴

### ユース
幼稚園年長の時分からボールを蹴っていたが小学2年生のときに2歳年長の兄･良太が所属していた関前SCでサッカーを始め、クラブ初の女子選手となる。
2005年、中学進学時に日テレ・メニーナ入団。2007年、14歳のときにトップチームである日テレ・ベレーザに2重登録され、10月21日の浦和レッドダイヤモンズ・レディース戦でなでしこリーグ初出場。

### シニア
2008年、トップチームに昇格し、リーグ新人賞を受賞した。
2010年8月22日に行われたなでしこリーグカップ決勝・浦和レッズレディース戦では、後半45分にゴールを決め、チームを3-2の勝利に導き、大会MVPに選出された。
2011年のなでしこリーグでは、リーグ3位タイ・チームトップの9得点を挙げる活躍で、敢闘賞とベストイレブンを受賞した。11月6日に行われた第16節INAC神戸レオネッサ戦は、INAC神戸のリーグ優勝がかかった1戦だったが、0－1と1点ビハインドの65分に同点ゴールを挙げ、目の前での胴上げを阻止した。
2012年1月、右足小指の疲労骨折により全治3カ月と診断され、2月・3月の代表戦を欠場するが、2012年のリーグ開幕戦で復帰。
2012年11月、ドイツ・女子ブンデスリーガのTSG1899ホッフェンハイム（当時2部）への移籍が発表された。2012-13シーズンは9試合に出場して4得点を記録し、チームの1部昇格に貢献した。
2014年5月、バイエルン・ミュンヘンへの移籍を表明。
2015年2月に右膝外側側副靭帯を損傷、6月にワールドカップが控えていたため手術は行わず保存療法を選択した。加入1年目の2014-15シーズンにチームは39年ぶりにブンデスリーガを制覇した。
2015年8月、開幕前のプレシーズン最後の練習試合で右膝外側側副靱帯を損傷し、手術を行った。バイエルン・ミュンヘンは2015-16シーズンにリーグ2連覇を達成した。
2016年10月2日に行われたブンデスリーガ第4節レバークーゼン戦で相手選手と接触して後半26分に負傷交代、この怪我で戦列からの離脱を余儀なくされた。
2017年3月、度重なる怪我に苦しんだため、バイエルン・ミュンヘンを退団して日本へ帰国することを自身のブログで発表した。日本に帰国後、右膝内側側副靱帯の手術を行った。
同年6月にINAC神戸レオネッサに移籍することを発表した。9月9日に行われたなでしこリーグ第14節マイナビベガルタ仙台レディース戦で後半39分に途中出場し、実戦復帰を果たした。
2020年12月21日、アストン・ヴィラWFCへの移籍が発表された。
2021年5月26日、アーセナル・ウィメンFCへの移籍が発表された。
2023年1月18日、トッテナム・ホットスパーFCウィメンへの期限付き移籍が発表された。
2023年6月14日、アーセナルは契約満了に伴い退団したことを発表した。
2023年9月1日、自身のSNSを更新して「プロサッカー選手を引退することにしました」とコメントし、今後はプレーせず現役を引退することを発表した。9月8日に行われた引退記者会見では澤穂希がサプライズで登壇するなどし、SNSでは「引退を発表してから約1週間。今日、9月8日、プロサッカー選手としてのキャリアを終えました」と改めて報告をした。

### 現役引退後
2023年9月9日、引退会見の翌日、千葉県の高円宮記念JFA夢フィールドで行われた『JFA マジカルフィールド Inspired by Disney ファミリーサッカーフェスティバル”ファーストタッチ”』に岩渕が敬愛している澤穂希と共に参加した。
引退会見で、女子レスリングのリオ五輪金メダリストの登坂絵莉、現役プロテニス選手の穂積絵莉と一般社団法人を設立する計画を明かした。

### 日本代表
2007年、U-16日本代表に選ばれ、マレーシアで行われたAFC U-16女子選手権2007で準優勝。準決勝の中国戦で1得点を挙げた。
2008年10月から11月にかけて開催されたFIFA U-17女子ワールドカップにおけるU-17日本代表に選出され、出場3試合で2得点を挙げる活躍を見せ、フランスチームのコーチが「女子サッカー界の未来のスター」だと絶賛するなど、ドリブルやパスの決定力を高く評価され、日本代表は準々決勝で敗退したにも関わらず大会MVPにあたるゴールデンボールを受賞した。同大会での活躍からAFCよりアジア年間最優秀女子ユース選手賞を受賞した。
2009年、U-19女子アジア選手権（中国）に出場するU-19日本代表に選出されると、準決勝、決勝で決勝ゴールを挙げ大会MVPに選出された。同年11月、2年連続でアジア年間最優秀女子ユース選手賞を受賞した。
2010年、16歳のときにA代表に初招集され、東アジアサッカー選手権2010登録メンバーに選出された。2月6日の対中国戦（味の素スタジアム）に後半20分から途中出場し、国際Aマッチ初出場を果たすと、2月11日のチャイニーズタイペイ戦（国立競技場）では先発出場し、前半35分と後半14分国際Aマッチ初得点となるゴールを挙げた。
同年7月に開催されたFIFA U-20女子ワールドカップにも選出され出場。チームは予選敗退したが2得点を挙げ、大会MVP候補の10人の中に選ばれた。
2011年5月、なでしこジャパンのアメリカ遠征メンバーに選抜され、アメリカ代表との2連戦に出場（5月15日の第1戦は途中出場、5月18日の第2戦は先発出場）した。
同年7月のFIFA女子ワールドカップ ドイツ大会はチーム最年少の18歳で参加し、1次リーグ3試合と準々決勝のドイツ戦、決勝のアメリカ戦に途中出場して日本の同大会初優勝に貢献した。その後9月に行われたロンドンオリンピック・アジア最終予選は右足首痛悪化のために辞退した。
2012年、ロンドンオリンピック日本女子代表メンバーに選出された。ロンドンオリンピックではグループリーグ第三戦の対南アフリカ戦に先発起用されるなど3試合に出場した。同大会終了後、1月に手術した箇所が再び疲労骨折しており、全治3ヶ月の診断を受けた
2014年3月に開催されたアルガルヴェ・カップ2014のグループリーグ第2戦デンマーク戦、前半終了間際に代表では4年ぶりとなるゴールを挙げて日本の1-0に貢献した。
2015年5月、代表合宿の紅白戦中に右膝を負傷。6月から開催されたFIFA女子ワールドカップ カナダ大会では途中出場5試合にとどまったが、準々決勝のオーストラリア戦では87分にゴールを挙げ1-0の勝利に貢献した。
2016年、リオデジャネイロオリンピックのサッカー女子アジア最終予選の日本代表メンバーに選出され、韓国戦、ベトナム戦、北朝鮮戦でそれぞれ1得点を挙げチーム得点王となったが、チームは予選3位となり五輪出場権を逃した。
2016年6月、高倉麻子新監督の初戦となったアメリカ・コマースシティで行われたアメリカ代表との国際親善試合では前半14分に先制ゴールを挙げ、新体制最初のゴールを記録した。試合は最終的に3-3で引き分けた。
2018年4月、ヨルダンで行われた2018 AFC女子アジアカップでは全5試合にフル出場、2得点を挙げて日本の同大会2連覇に貢献し、大会MVPに選出された。

## 人物
- 武蔵野東小学校[64]、武蔵野市立第六中学校[65]、東京都立小平西高等学校[66] を経て、2011年駒沢女子大学に進学した[67]。その後渡独のために休学している[68][69]。
- 宇佐美貴史がホッフェンハイムの男子チームに所属していたため、宇佐美とは妻の宇佐美蘭も含めて家族ぐるみで親交がある[70]。
- ジュビロ磐田所属の三浦龍輝とは高校時代の同級生。今でも親交がある[71]。
- 血液型はO型。
- 幼少期にはピアノやバレエを習っていた[3]。
- FIFA女子ワールドカップ日本女子代表が2011年8月18日に国民栄誉賞を受賞した際、代表にいたメンバーとしては最年少の18歳5か月0日で、単独受賞ではないが国民栄誉賞受賞者の年齢としては最年少となる。単独受賞は2018年7月2日に羽生結弦が23歳6か月25日で受賞したのが最年少。
- 引退会見で小学校時代の将来の夢は「パン屋さんかイモトアヤコになりたい」と著書に書いていたことを質問され、テレビ番組の「世界の果てまでイッテQ!」が好きで「イモトさんみたいに面白くて凄いって言われるような人になりたいという夢は今でも持っています」と、現在の想いを明かした[72]。

## 個人成績

### クラブ
| クラブ                   | シーズン     | リーグ                  | 背番号 | リーグ戦 | リーグ戦 | カップ戦 | カップ戦 | リーグ杯 | リーグ杯 | UEFA | UEFA | その他 | その他 | 合計 | 合計 |
| クラブ                   | シーズン     | リーグ                  | 背番号 | 出場     | 得点     | 出場     | 得点     | 出場     | 得点     | 出場 | 得点 | 出場   | 得点   | 出場 | 得点 |
| ------------------------ | ------------ | ----------------------- | ------ | -------- | -------- | -------- | -------- | -------- | -------- | ---- | ---- | ------ | ------ | ---- | ---- |
| 日テレ・メニーナ         | 2006         | —                       | 11     | —        | —        | 3        | 0        | —        | —        | —    | —    | —      | —      | 3    | 0    |
| 日テレ・メニーナ         | 2007         | —                       | 10     | —        | —        | 3        | 4        | —        | —        | —    | —    | —      | —      | 3    | 4    |
| 日テレ・メニーナ         | 通算         | 通算                    | 通算   | 0        | 0        | 6        | 4        | 0        | 0        | 0    | 0    | 0      | 0      | 6    | 4    |
| 日テレ・ベレーザ         | 2007         | なでしこ Div.1          | 28     | 1        | 0        | -        | -        | 5        | 3        | —    | —    | —      | —      | 6    | 3    |
| 日テレ・ベレーザ         | 2008         | なでしこ Div.1          | 25     | 7        | 3        | 4        | 2        | —        | —        | —    | —    | —      | —      | 11   | 5    |
| 日テレ・ベレーザ         | 2009         | なでしこ Div.1          | 20     | 17       | 5        | 3        | 3        | —        | —        | —    | —    | —      | —      | 20   | 8    |
| 日テレ・ベレーザ         | 2010         | なでしこ                | 10     | 18       | 8        | 1        | 0        | 5        | 2        | —    | —    | —      | —      | 24   | 10   |
| 日テレ・ベレーザ         | 2011         | なでしこ                | 13     | 13       | 9        | 3        | 1        | —        | —        | —    | —    | 1      | 0      | 17   | 10   |
| 日テレ・ベレーザ         | 2012         | なでしこ                | 13     | 8        | 5        | 0        | 0        | 0        | 0        | —    | —    | —      | —      | 8    | 5    |
| 日テレ・ベレーザ         | 通算         | 通算                    | 通算   | 64       | 30       | 11       | 6        | 10       | 5        | 0    | 0    | 1      | 0      | 86   | 41   |
| ホッフェンハイム         | 2012-13      | 女子ブンデスリーガ2部南 | 28     | 9        | 4        | 0        | 0        | —        | —        | —    | —    | —      | —      | 9    | 4    |
| ホッフェンハイム         | 2013-14      | 女子ブンデスリーガ      | 13     | 21       | 6        | 1        | 0        | —        | —        | -    | -    | —      | —      | 22   | 6    |
| ホッフェンハイム         | 通算         | 通算                    | 通算   | 30       | 10       | 1        | 0        | 0        | 0        | 0    | 0    | 0      | 0      | 31   | 10   |
| バイエルン・ミュンヘン   | 2014-15      | 女子ブンデスリーガ      | 13     | 13       | 3        | 1        | 0        | —        | —        | -    | -    | —      | —      | 14   | 3    |
| バイエルン・ミュンヘン   | 2015-16      | 女子ブンデスリーガ      | 13     | 8        | 2        | 1        | 0        | —        | —        | 0    | 0    | —      | —      | 9    | 2    |
| バイエルン・ミュンヘン   | 2016-17      | 女子ブンデスリーガ      | 13     | 3        | 0        | -        | -        | —        | —        | 0    | 0    | —      | —      | 3    | 0    |
| バイエルン・ミュンヘン   | 通算         | 通算                    | 通算   | 24       | 5        | 2        | 0        | 0        | 0        | 0    | 0    | 0      | 0      | 26   | 5    |
| INAC神戸レオネッサ       | 2017         | なでしこ1部             | 28     | 5        | 0        | 2        | 1        | —        | —        | —    | —    | —      | —      | 7    | 1    |
| INAC神戸レオネッサ       | 2018         | なでしこ1部             | 10     | 12       | 2        | 5        | 1        | 5        | 0        | —    | —    | —      | —      | 22   | 3    |
| INAC神戸レオネッサ       | 2019         | なでしこ1部             | 10     | 15       | 5        | 4        | 2        | 4        | 1        | —    | —    | —      | —      | 23   | 8    |
| INAC神戸レオネッサ       | 2020         | なでしこ1部             | 10     | 15       | 4        | 0        | 0        | —        | —        | —    | —    | —      | —      | 15   | 4    |
| INAC神戸レオネッサ       | 通算         | 通算                    | 通算   | 47       | 11       | 11       | 4        | 9        | 1        | 0    | 0    | 0      | 0      | 67   | 16   |
| アストン・ヴィラ         | 2020-21      | FA WSL                  | 20     | 13       | 2        | -        | -        | 1        | 0        | -    | -    | —      | —      | 14   | 2    |
| アーセナル               | 2020-21      | FA WSL                  | 23     | -        | -        | 3        | 1        | -        | -        | -    | -    | —      | —      | 3    | 1    |
| アーセナル               | 2021-22      | WSL                     | 23     | 11       | 1        | 1        | 0        | 0        | 0        | 8    | 3    | —      | —      | 20   | 4    |
| アーセナル               | 2022-23      | WSL                     | 23     | 3        | 0        | -        | -        | -        | -        | 2    | 1    | —      | —      | 5    | 1    |
| アーセナル               | 通算         | 通算                    | 通算   | 14       | 1        | 4        | 1        | 0        | 0        | 10   | 4    | 0      | 0      | 28   | 6    |
| トッテナム・ホットスパー | 2022-23      | WSL                     | 20     | 10       | 0        | 2        | 1        | 1        | 0        | -    | -    | —      | —      | 13   | 1    |
| 通算                     | 日本         | 日本                    | 1部    | 111      | 41       | 22       | 10       | 19       | 6        | 0    | 0    | 1      | 0      | 153  | 57   |
| 通算                     | 日本         | 日本                    | その他 | 0        | 0        | 6        | 4        | 0        | 0        | 0    | 0    | 0      | 0      | 6    | 4    |
| 通算                     | ドイツ       | ドイツ                  | 1部    | 45       | 11       | 3        | 0        | 0        | 0        | 0    | 0    | 0      | 0      | 48   | 11   |
| 通算                     | ドイツ       | ドイツ                  | 2部    | 9        | 4        | 0        | 0        | 0        | 0        | 0    | 0    | 0      | 0      | 9    | 4    |
| 通算                     | イングランド | イングランド            | 1部    | 37       | 3        | 6        | 2        | 2        | 0        | 10   | 4    | 0      | 0      | 55   | 9    |
| 総通算                   | 総通算       | 総通算                  | 総通算 | 202      | 59       | 37       | 16       | 21       | 6        | 10   | 4    | 1      | 0      | 271  | 85   |

1. 1 2  2011 日韓女子リーグチャンピオンシップの成績。

- 日本女子サッカーリーグ
  - 初出場 - 2007年10月21日 なでしこリーグディビジョン1 第14節 浦和レッドダイヤモンズレディース戦 (国立西が丘サッカー場)[73]
  - 初得点 - 2008年9月21日 なでしこリーグディビジョン1 第14節 TASAKIペルーレFC戦 (江東区夢の島競技場)[73]

- 女子ブンデスリーガ
  - 初出場 - 2013年9月8日 第1節 VfLジンデルフィンゲン（英語版）戦 (エンジンガー・シュタディオン)[74]
  - 初得点 - 2013年9月8日 第1節 VfLジンデルフィンゲン戦 (エンジンガー・シュタディオン)[74]

- ウィメンズ・スーパーリーグ
  - 初出場 - 2021年1月17日 第12節 マンチェスター・シティ戦 (ジョア・スタジアム)[74]
  - 初得点 - 2021年1月23日 第13節 レディング戦 (パウンドランド・ベスコット・スタジアム（英語版）)[74]

- UEFA女子チャンピオンズリーグ
  - 初出場 - 2021年8月18日 UEFA女子チャンピオンズリーグ 2021-22 予選第1ラウンド準決勝 FCオクジェトペス（英語版）戦 (サプサン・アリーナ（英語版）)[74]
  - 初得点 - 2021年8月18日 UEFA女子チャンピオンズリーグ 2021-22 予選第1ラウンド準決勝 FCオクジェトペス戦 (サプサン・アリーナ)[74]

### 代表
- 2010年2月6日 - 日本女子代表初出場 -  中華人民共和国戦 (東アジアサッカー選手権2010)
- 2010年2月11日 - 日本女子代表初得点 -  チャイニーズタイペイ戦 (東アジアサッカー選手権2010)

#### 主な出場大会
- U-16日本代表
  - 2007年 - AFC U-16女子選手権
- U-17日本代表
  - 2008年 - 2008 FIFA U-17女子ワールドカップ
- U-19日本代表
  - 2009年 - AFC U-19女子選手権2009
- U-20日本代表
  - 2010年 - 2010 FIFA U-20女子ワールドカップ
- なでしこジャパン (日本女子代表)
  - 2011年 - 2011 FIFA女子ワールドカップ 優勝
  - 2012年 - ロンドンオリンピック 銀メダル
  - 2015年 - 2015 FIFA女子ワールドカップ 準優勝
  - 2018年 - 2018 AFC女子アジアカップ 優勝
  - 2018年 - 2018年アジア競技大会 優勝
  - 2019年 - 2019 FIFA女子ワールドカップ
  - 2019年 - EAFF E-1サッカー選手権2019 優勝
  - 2021年 - 2020年東京オリンピック
  - 2022年 - 2022 AFC女子アジアカップ

#### 試合数
| 日本代表 | 国際Aマッチ | 国際Aマッチ |
| 年       | 出場        | 得点        |
| -------- | ----------- | ----------- |
| 2010     | 3           | 2           |
| 2011     | 8           | 0           |
| 2012     | 4           | 0           |
| 2013     | 5           | 0           |
| 2014     | 5           | 1           |
| 2015     | 5           | 1           |
| 2016     | 7           | 4           |
| 2017     | 6           | 3           |
| 2018     | 18          | 9           |
| 2019     | 8           | 7           |
| 2020     | 3           | 2           |
| 2021     | 10          | 7           |
| 2022     | 3           | 0           |
| 2023     | 4           | 0           |
| 通算     | 89          | 36          |

#### 出場試合
| 出場試合一覧 | 出場試合一覧   | 出場試合一覧               | 出場試合一覧                                           | 出場試合一覧         | 出場試合一覧   | 出場試合一覧 | 出場試合一覧                                       | 出場試合一覧 |
| #            | 開催日         | 開催都市                   | スタジアム                                             | 対戦国               | 結果           | 監督         | 大会                                               | 出典         |
| ------------ | -------------- | -------------------------- | ------------------------------------------------------ | -------------------- | -------------- | ------------ | -------------------------------------------------- | ------------ |
| 1.           | 2010年2月6日   | 調布                       | 味の素スタジアム                                       | 中華人民共和国       | ○ 2-0          | 佐々木則夫   | 東アジアサッカー選手権2010                         | [ 75 ]       |
| 2.           | 2010年2月11日  | 東京                       | 国立競技場                                             | チャイニーズタイペイ | ○ 3-0          | 佐々木則夫   | 東アジアサッカー選手権2010                         | [ 76 ]       |
| 3.           | 2010年2月13日  | 調布                       | 味の素スタジアム                                       | 韓国                 | ○ 2-1          | 佐々木則夫   | 東アジアサッカー選手権2010                         | [ 77 ]       |
| 4.           | 2011年5月14日  | コロンバス                 | コロンバス・クルー・スタジアム                         | アメリカ合衆国       | ● 0-2          | 佐々木則夫   | 国際親善試合 ～アメリカ遠征～                      | [ 78 ]       |
| 5.           | 2011年5月18日  | ケーリー                   | ウェイクメド・サッカー・パーク                         | アメリカ合衆国       | ● 0-2          | 佐々木則夫   | 国際親善試合 ～アメリカ遠征～                      | [ 79 ]       |
| 6.           | 2011年6月18日  | 松山                       | ニンジニアスタジアム                                   | 韓国                 | △ 1-1          | 佐々木則夫   | 国際親善試合                                       | [ 80 ]       |
| 7.           | 2011年6月27日  | ボーフム                   | FIFA女子ワールドカップスタジアム・ボーフム             | ニュージーランド     | ○ 2-1          | 佐々木則夫   | 2011 FIFA女子ワールドカップ                        | [ 81 ]       |
| 8.           | 2011年7月1日   | レーヴァークーゼン         | FIFA女子ワールドカップスタジアム・レーヴァークーゼン   | メキシコ             | ○ 4-0          | 佐々木則夫   | 2011 FIFA女子ワールドカップ                        | [ 82 ]       |
| 9.           | 2011年7月5日   | アウクスブルク             | FIFA女子ワールドカップスタジアム・アウクスブルク       | イングランド         | ● 0-2          | 佐々木則夫   | 2011 FIFA女子ワールドカップ                        | [ 83 ]       |
| 10.          | 2011年7月9日   | ヴォルフスブルク           | FIFA女子ワールドカップスタジアム・ヴォルフスブルク     | ドイツ               | ○ 1-0          | 佐々木則夫   | 2011 FIFA女子ワールドカップ                        | [ 84 ]       |
| 11.          | 2011年7月17日  | フランクフルト             | FIFA女子ワールドカップスタジアム・フランクフルト       | アメリカ合衆国       | ○ 2-2 (PK 3-1) | 佐々木則夫   | 2011 FIFA女子ワールドカップ                        | [ 85 ]       |
| 12.          | 2012年7月19日  | パリ                       | スタッド・シャルレティ                                 | フランス             | ● 0-2          | 佐々木則夫   | 国際親善試合                                       |              |
| 13.          | 2012年7月28日  | コヴェントリー             | シティ・オブ・コヴェントリー・スタジアム               | スウェーデン         | △ 0-0          | 佐々木則夫   | 2012年ロンドンオリンピック                         | [ 86 ]       |
| 14.          | 2012年7月31日  | カーディフ                 | ミレニアム・スタジアム                                 | 南アフリカ共和国     | △ 0-0          | 佐々木則夫   | 2012年ロンドンオリンピック                         | [ 87 ]       |
| 15.          | 2012年8月9日   | ロンドン                   | ウェンブリー・スタジアム                               | アメリカ合衆国       | ● 1-2          | 佐々木則夫   | 2012年ロンドンオリンピック                         | [ 88 ]       |
| 16.          | 2013年6月26日  | バートン＝アポン＝トレント | ピレリ・スタジアム                                     | イングランド         | △ 1-1          | 佐々木則夫   | 国際親善試合 ～欧州遠征～                          | [ 89 ]       |
| 17.          | 2013年6月29日  | ミュンヘン                 | アリアンツ・アレーナ                                   | ドイツ               | ● 2-4          | 佐々木則夫   | 国際親善試合 ～欧州遠征～                          | [ 90 ]       |
| 18.          | 2013年7月20日  | ソウル                     | ソウルワールドカップ競技場                             | 中華人民共和国       | ○ 2-0          | 佐々木則夫   | EAFF東アジアカップ2013                             | [ 91 ]       |
| 19.          | 2013年7月25日  | 華城                       | 華城総合運動場                                         | 北朝鮮               | △ 0-0          | 佐々木則夫   | EAFF東アジアカップ2013                             | [ 92 ]       |
| 20.          | 2013年7月27日  | ソウル                     | 蚕室総合運動場                                         | 韓国                 | ● 1-2          | 佐々木則夫   | EAFF東アジアカップ2013                             | [ 93 ]       |
| 21.          | 2014年3月5日   | パルシャル                 | ベラ・ヴィスタ市営スタジアム                           | アメリカ合衆国       | △ 1-1          | 佐々木則夫   | アルガルヴェ・カップ2014                           | [ 94 ]       |
| 22.          | 2014年3月7日   | パルシャル                 | ベラ・ヴィスタ市営スタジアム                           | デンマーク           | ○ 1-0          | 佐々木則夫   | アルガルヴェ・カップ2014                           | [ 95 ]       |
| 23.          | 2014年3月10日  | ファロ ／ ローレ           | エスタディオ・アルガルヴェ                             | スウェーデン         | ○ 2-1          | 佐々木則夫   | アルガルヴェ・カップ2014                           | [ 96 ]       |
| 24.          | 2014年3月12日  | ファロ ／ ローレ           | エスタディオ・アルガルヴェ                             | ドイツ               | ● 0-3          | 佐々木則夫   | アルガルヴェ・カップ2014                           | [ 97 ]       |
| 25.          | 2014年10月28日 | バンクーバー               | BCプレイス・スタジアム                                 | カナダ               | ○ 3-2          | 佐々木則夫   | 国際親善試合                                       | [ 98 ]       |
| 26.          | 2015年6月16日  | ウィニペグ                 | ウィニペグ・スタジアム                                 | エクアドル           | ○ 1-0          | 佐々木則夫   | 2015 FIFA女子ワールドカップ                        | [ 99 ]       |
| 27.          | 2015年6月23日  | バンクーバー               | BCプレイス・スタジアム                                 | オランダ             | ○ 2-1          | 佐々木則夫   | 2015 FIFA女子ワールドカップ                        | [ 100 ]      |
| 28.          | 2015年6月27日  | エドモントン               | コモンウェルス・スタジアム                             | オーストラリア       | ○ 1-0          | 佐々木則夫   | 2015 FIFA女子ワールドカップ                        | [ 101 ]      |
| 29.          | 2015年7月1日   | エドモントン               | コモンウェルス・スタジアム                             | イングランド         | ○ 2-1          | 佐々木則夫   | 2015 FIFA女子ワールドカップ                        | [ 102 ]      |
| 30.          | 2015年7月5日   | バンクーバー               | BCプレイス・スタジアム                                 | アメリカ合衆国       | ● 2-5          | 佐々木則夫   | 2015 FIFA女子ワールドカップ                        | [ 103 ]      |
| 31.          | 2016年2月29日  | 大阪                       | キンチョウスタジアム                                   | オーストラリア       | ● 1-3          | 佐々木則夫   | 2016年リオデジャネイロオリンピック・アジア最終予選 | [ 104 ]      |
| 32.          | 2016年3月2日   | 大阪                       | キンチョウスタジアム                                   | 韓国                 | △ 1-1          | 佐々木則夫   | 2016年リオデジャネイロオリンピック・アジア最終予選 | [ 105 ]      |
| 33.          | 2016年3月4日   | 大阪                       | キンチョウスタジアム                                   | 中華人民共和国       | ● 1-2          | 佐々木則夫   | 2016年リオデジャネイロオリンピック・アジア最終予選 | [ 106 ]      |
| 34.          | 2016年3月7日   | 大阪                       | キンチョウスタジアム                                   | ベトナム             | ○ 6-1          | 佐々木則夫   | 2016年リオデジャネイロオリンピック・アジア最終予選 | [ 107 ]      |
| 35.          | 2016年3月9日   | 大阪                       | キンチョウスタジアム                                   | 北朝鮮               | ○ 1-0          | 佐々木則夫   | 2016年リオデジャネイロオリンピック・アジア最終予選 | [ 108 ]      |
| 36.          | 2016年6月2日   | コマースシティ             | ディックス・スポーティング・グッズ・パーク             | アメリカ合衆国       | △ 3-3          | 高倉麻子     | 国際親善試合                                       | [ 109 ]      |
| 37.          | 2016年6月5日   | クリーブランド             | ファーストエナジー・スタジアム                         | アメリカ合衆国       | ● 0-2          | 高倉麻子     | 国際親善試合                                       | [ 110 ]      |
| 38.          | 2017年3月3日   | パルシャル                 | ベラ・ヴィスタ市営スタジアム                           | アイスランド         | ○ 2-0          | 高倉麻子     | アルガルヴェ・カップ2017                           | [ 111 ]      |
| 39.          | 2017年10月22日 | 長野                       | 長野Uスタジアム                                        | スイス               | ○ 3-0          | 高倉麻子     | MS&ADカップ2017                                    | [ 112 ]      |
| 40.          | 2017年11月24日 | アンマン                   | キング・アブドゥッラー2世スタジアム                    | ヨルダン             | ○ 2-0          | 高倉麻子     | 国際親善試合 ～ ヨルダン遠征 ～                    | [ 113 ]      |
| 41.          | 2017年12月8日  | 千葉                       | 千葉市蘇我球技場（フクダ電子アリーナ）                 | 韓国                 | ○ 3-2          | 高倉麻子     | EAFF E-1サッカー選手権2017                         | [ 114 ]      |
| 42.          | 2017年12月11日 | 千葉                       | 千葉市蘇我球技場（フクダ電子アリーナ）                 | 中華人民共和国       | ○ 1-0          | 高倉麻子     | EAFF E-1サッカー選手権2017                         | [ 115 ]      |
| 43.          | 2017年12月15日 | 千葉                       | 千葉市蘇我球技場（フクダ電子アリーナ）                 | 北朝鮮               | ● 0-2          | 高倉麻子     | EAFF E-1サッカー選手権2017                         | [ 116 ]      |
| 44.          | 2018年2月28日  | パルシャル                 | ベラ・ヴィスタ市営スタジアム                           | オランダ             | ● 2-6          | 高倉麻子     | アルガルヴェ・カップ2018                           | [ 117 ]      |
| 45.          | 2018年3月2日   | パルシャル                 | ベラ・ヴィスタ市営スタジアム                           | アイスランド         | ○ 2-1          | 高倉麻子     | アルガルヴェ・カップ2018                           | [ 118 ]      |
| 46.          | 2018年3月5日   | ファロ ／ ローレ           | エスタディオ・アルガルヴェ                             | デンマーク           | ○ 2-0          | 高倉麻子     | アルガルヴェ・カップ2018                           | [ 119 ]      |
| 47.          | 2018年3月7日   | パルシャル                 | ベラ・ヴィスタ市営スタジアム                           | カナダ               | ● 0-2          | 高倉麻子     | アルガルヴェ・カップ2018                           | [ 120 ]      |
| 48.          | 2018年4月1日   | 諫早                       | トランスコスモススタジアム長崎                         | ガーナ               | ○ 7-1          | 高倉麻子     | MS&ADカップ2018                                    | [ 121 ]      |
| 49.          | 2018年4月7日   | アンマン                   | キング・アブドゥッラー2世スタジアム                    | ベトナム             | ○ 4-0          | 高倉麻子     | 2018 AFC女子アジアカップ                           | [ 122 ]      |
| 50.          | 2018年4月10日  | アンマン                   | アンマン国際スタジアム                                 | 韓国                 | △ 0-0          | 高倉麻子     | 2018 AFC女子アジアカップ                           | [ 123 ]      |
| 51.          | 2018年4月13日  | アンマン                   | アンマン国際スタジアム                                 | オーストラリア       | △ 1-1          | 高倉麻子     | 2018 AFC女子アジアカップ                           | [ 124 ]      |
| 52.          | 2018年4月17日  | アンマン                   | キング・アブドゥッラー2世スタジアム                    | 中華人民共和国       | ○ 3-1          | 高倉麻子     | 2018 AFC女子アジアカップ                           | [ 125 ]      |
| 53.          | 2018年4月20日  | アンマン                   | アンマン国際スタジアム                                 | オーストラリア       | ○ 1-0          | 高倉麻子     | 2018 AFC女子アジアカップ                           | [ 126 ]      |
| 54.          | 2018年7月26日  | カンザスシティ             | チルドレンズ・マーシー・パーク                         | アメリカ合衆国       | ●2-4           | 高倉麻子     | 2018 トーナメント・オブ・ネーションズ              | [ 127 ]      |
| 55.          | 2018年7月29日  | イーストハートフォード     | プラット・アンド・ホイットニー・スタジアム             | ブラジル             | ●1-2           | 高倉麻子     | 2018 トーナメント・オブ・ネーションズ              | [ 128 ]      |
| 56.          | 2018年8月2日   | ブリッジビュー             | トヨタ・パーク                                         | オーストラリア       | ●0-2           | 高倉麻子     | 2018 トーナメント・オブ・ネーションズ              | [ 129 ]      |
| 57.          | 2018年8月16日  | パレンバン                 | ブミ・シュリーヴィジャヤ・スタジアム                   | タイ                 | ○ 2-0          | 高倉麻子     | 第18回アジア競技大会                               | [ 130 ]      |
| 58.          | 2018年8月25日  | パレンバン                 | ゲロラ・シュリーヴィジャヤ・スタジアム                 | 北朝鮮               | ○ 2-1          | 高倉麻子     | 第18回アジア競技大会                               | [ 131 ]      |
| 59.          | 2018年8月28日  | パレンバン                 | ゲロラ・シュリーヴィジャヤ・スタジアム                 | 韓国                 | ○ 2-1          | 高倉麻子     | 第18回アジア競技大会                               | [ 132 ]      |
| 60.          | 2018年8月31日  | パレンバン                 | ゲロラ・シュリーヴィジャヤ・スタジアム                 | 中華人民共和国       | ○ 1-0          | 高倉麻子     | 第18回アジア競技大会                               | [ 133 ]      |
| 61.          | 2018年11月11日 | 鳥取                       | 鳥取市営サッカー場・バードスタジアム                   | ノルウェー           | ○ 4-1          | 高倉麻子     | 国際親善試合                                       | [ 134 ]      |
| 62.          | 2019年6月10日  | パリ                       | パルク・デ・プランス                                   | アルゼンチン         | △ 0-0          | 高倉麻子     | 2019 FIFA女子ワールドカップ                        | [ 135 ]      |
| 63.          | 2019年6月14日  | レンヌ                     | ロアゾン・パルク                                       | スコットランド       | ○ 2-1          | 高倉麻子     | 2019 FIFA女子ワールドカップ                        | [ 136 ]      |
| 64.          | 2019年6月19日  | ニース                     | スタッド・ド・ニース                                   | イングランド         | ● 0-2          | 高倉麻子     | 2019 FIFA女子ワールドカップ                        | [ 137 ]      |
| 65.          | 2019年6月25日  | レンヌ                     | ロアゾン・パルク                                       | オランダ             | ● 1-2          | 高倉麻子     | 2019 FIFA女子ワールドカップ                        | [ 138 ]      |
| 66.          | 2019年10月6日  | 静岡                       | IAIスタジアム日本平                                    | カナダ               | ○ 4-0          | 高倉麻子     | 国際親善試合                                       | [ 139 ]      |
| 67.          | 2019年11月10日 | 北九州                     | 北九州スタジアム                                       | 南アフリカ共和国     | ○ 2-0          | 高倉麻子     | MS&ADカップ2019                                    | [ 140 ]      |
| 68.          | 2019年12月11日 | 釜山                       | 釜山アジアド主競技場                                   | チャイニーズタイペイ | ○ 9-0          | 高倉麻子     | EAFF E-1サッカー選手権2019                         | [ 141 ]      |
| 69.          | 2019年12月14日 | 釜山                       | 九徳総合運動場                                         | 中華人民共和国       | ○ 3-0          | 高倉麻子     | EAFF E-1サッカー選手権2019                         | [ 142 ]      |
| 70.          | 2020年3月5日   | オーランド                 | エクスプロリア・スタジアム                             | スペイン             | ● 1-3          | 高倉麻子     | 2020 シービリーブスカップ                          | [ 143 ]      |
| 71.          | 2020年3月8日   | ハリソン                   | レッドブル・アリーナ                                   | イングランド         | ● 0-1          | 高倉麻子     | 2020 シービリーブスカップ                          | [ 144 ]      |
| 72.          | 2020年3月11日  | フリスコ                   | トヨタ・スタジアム                                     | アメリカ合衆国       | ● 1-3          | 高倉麻子     | 2020 シービリーブスカップ                          | [ 145 ]      |
| 73.          | 2021年4月8日   | 仙台                       | ユアテックスタジアム仙台                               | パラグアイ           | ○ 7-0          | 高倉麻子     | 国際親善試合                                       | [ 146 ]      |
| 74.          | 2021年4月11日  | 東京                       | 国立競技場                                             | パナマ               | ○ 7-0          | 高倉麻子     | 国際親善試合                                       | [ 147 ]      |
| 75.          | 2021年6月10日  | 広島                       | エディオンスタジアム広島                               | ウクライナ           | ○ 8-0          | 高倉麻子     | 国際親善試合                                       | [ 148 ]      |
| 76.          | 2021年6月13日  | 宇都宮                     | カンセキスタジアムとちぎ                               | メキシコ             | ○ 5-1          | 高倉麻子     | MS&ADカップ2021                                    | [ 149 ]      |
| 77.          | 2021年7月14日  | 亀岡                       | サンガスタジアム by KYOCERA                            | オーストラリア       | ○ 1-0          | 高倉麻子     | MS&ADカップ2021                                    | [ 150 ]      |
| 78.          | 2021年7月21日  | 札幌                       | 札幌ドーム                                             | カナダ               | △ 1-1          | 高倉麻子     | 2020年東京オリンピック                             | [ 151 ]      |
| 79.          | 2021年7月24日  | 札幌                       | 札幌ドーム                                             | イギリス             | ● 0-1          | 高倉麻子     | 2020年東京オリンピック                             | [ 152 ]      |
| 80.          | 2021年7月27日  | 利府                       | 宮城スタジアム                                         | チリ                 | ○ 1-0          | 高倉麻子     | 2020年東京オリンピック                             | [ 153 ]      |
| 81.          | 2021年7月30日  | さいたま                   | 埼玉スタジアム2002                                     | スウェーデン         | ● 1-3          | 高倉麻子     | 2020年東京オリンピック                             | [ 154 ]      |
| 82.          | 2021年11月29日 | ハーグ                     | カーズ・ジーンズ・スタディオン                         | オランダ             | △ 0-0          | 池田太       | 国際親善試合                                       | [ 155 ]      |
| 83.          | 2022年1月30日  | ナビムンバイ               | DYパティル・スタジアム                                 | タイ                 | ○ 7-0          | 池田太       | 2022 AFC女子アジアカップ                           | [ 156 ]      |
| 84.          | 2022年2月3日   | プネー                     | シュリー・シヴ・チャトラパティ・スポーツコンプレックス | 中華人民共和国       | ● 2-2 (PK 3-4) | 池田太       | 2022 AFC女子アジアカップ                           | [ 157 ]      |
| 85.          | 2022年11月11日 | ムルシア                   | ピナタル・アレーナ                                     | イングランド         | ● 0-4          | 池田太       | 国際親善試合                                       | [ 158 ]      |
| 86.          | 2023年2月19日  | ナッシュビル               | ジオディス・パーク                                     | アメリカ合衆国       | ● 0-1          | 池田太       | 2023 シービリーブスカップ                          | [ 159 ]      |
| 87.          | 2023年2月22日  | フリスコ                   | トヨタ・スタジアム                                     | カナダ               | ○ 3-0          | 池田太       | 2023 シービリーブスカップ                          | [ 160 ]      |
| 88.          | 2023年4月7日   | ギマラインス               | エスタディオ・D. アフォンソ・エンリケス                | ポルトガル           | ○ 2-1          | 池田太       | 国際親善試合                                       | [ 161 ]      |
| 89.          | 2023年4月11日  | オーデンセ                 | オーデンセ・スタディオン                               | デンマーク           | ● 0-1          | 池田太       | 国際親善試合                                       | [ 162 ]      |

#### ゴール
| ゴール一覧 | ゴール一覧     | ゴール一覧       | ゴール一覧                                 | ゴール一覧           | ゴール一覧 | ゴール一覧 | ゴール一覧                                         | ゴール一覧 |
| #          | 開催日         | 開催都市         | スタジアム                                 | 対戦国               | 結果       | 監督       | 大会                                               | 出典       |
| ---------- | -------------- | ---------------- | ------------------------------------------ | -------------------- | ---------- | ---------- | -------------------------------------------------- | ---------- |
| 1.         | 2010年2月11日  | 東京             | 国立競技場                                 | チャイニーズタイペイ | ○ 3-0      | 佐々木則夫 | 東アジア女子サッカー選手権2010                     | [ 163 ]    |
| 2.         | 2010年2月11日  | 東京             | 国立競技場                                 | チャイニーズタイペイ | ○ 3-0      | 佐々木則夫 | 東アジア女子サッカー選手権2010                     | [ 163 ]    |
| 3.         | 2014年3月7日   | パルシャル       | スタジアム・ベラ・ヴィスタ                 | デンマーク           | ○ 1-0      | 佐々木則夫 | アルガルヴェ・カップ2014                           | [ 164 ]    |
| 4.         | 2015年6月27日  | エドモントン     | コモンウェルス・スタジアム                 | オーストラリア       | ○ 1-0      | 佐々木則夫 | 2015 FIFA女子ワールドカップ                        | [ 165 ]    |
| 5.         | 2016年3月2日   | 大阪             | キンチョウスタジアム                       | 韓国                 | △ 1-1      | 佐々木則夫 | 2016年リオデジャネイロオリンピック・アジア最終予選 | [ 166 ]    |
| 6.         | 2016年3月7日   | 大阪             | キンチョウスタジアム                       | ベトナム             | ○ 6-1      | 佐々木則夫 | 2016年リオデジャネイロオリンピック・アジア最終予選 | [ 167 ]    |
| 7.         | 2016年3月9日   | 大阪             | キンチョウスタジアム                       | 北朝鮮               | ○ 1-0      | 佐々木則夫 | 2016年リオデジャネイロオリンピック・アジア最終予選 | [ 168 ]    |
| 8.         | 2016年6月2日   | コマースシティ   | ディックス・スポーティング・グッズ・パーク | アメリカ合衆国       | △ 3-3      | 高倉麻子   | 国際親善試合                                       | [ 169 ]    |
| 9.         | 2017年11月24日 | アンマン         | キング・アブドゥッラー2世スタジアム        | ヨルダン             | ○ 2-0      | 高倉麻子   | 国際親善試合                                       | [ 170 ]    |
| 10.        | 2017年11月24日 | アンマン         | キング・アブドゥッラー2世スタジアム        | ヨルダン             | ○ 2-0      | 高倉麻子   | 国際親善試合                                       | [ 170 ]    |
| 11.        | 2017年12月8日  | 千葉             | 千葉市蘇我球技場（フクダ電子アリーナ）     | 韓国                 | ○ 3-2      | 高倉麻子   | EAFF E-1サッカー選手権2017                         | [ 171 ]    |
| 12.        | 2018年2月28日  | パルシャル       | ベラ・ヴィスタ市営スタジアム               | オランダ             | ● 2-6      | 高倉麻子   | アルガルヴェ・カップ2018                           | [ 172 ]    |
| 13.        | 2018年3月5日   | ファロ ／ ローレ | エスタディオ・アルガルヴェ                 | デンマーク           | ○ 2-0      | 高倉麻子   | アルガルヴェ・カップ2018                           | [ 173 ]    |
| 14.        | 2018年4月1日   | 諫早             | トランスコスモススタジアム長崎             | ガーナ               | ○ 7-1      | 高倉麻子   | 国際親善試合                                       | [ 174 ]    |
| 15.        | 2018年4月7日   | アンマン         | キング・アブドゥッラー2世スタジアム        | ベトナム             | ○ 4-0      | 高倉麻子   | 2018 AFC女子アジアカップ                           | [ 175 ]    |
| 16.        | 2018年4月17日  | アンマン         | キング・アブドゥッラー2世スタジアム        | 中華人民共和国       | ○ 3-1      | 高倉麻子   | 2018 AFC女子アジアカップ                           | [ 176 ]    |
| 17.        | 2018年8月16日  | パレンバン       | ブミ・シュリーヴィジャヤ・スタジアム       | タイ                 | ○ 2-0      | 高倉麻子   | 第18回アジア競技大会                               | [ 177 ]    |
| 18.        | 2018年8月25日  | パレンバン       | ゲロラ・シュリーヴィジャヤ・スタジアム     | 北朝鮮               | ○ 2-1      | 高倉麻子   | 第18回アジア競技大会                               | [ 178 ]    |
| 19.        | 2018年11月11日 | 鳥取             | 鳥取市営サッカー場・バードスタジアム       | ノルウェー           | ○ 4-1      | 高倉麻子   | 国際親善試合                                       | [ 179 ]    |
| 20.        | 2018年11月11日 | 鳥取             | 鳥取市営サッカー場・バードスタジアム       | ノルウェー           | ○ 4-1      | 高倉麻子   | 国際親善試合                                       | [ 179 ]    |
| 21.        | 2019年6月14日  | レンヌ           | ロアゾン・パルク                           | スコットランド       | ○ 2-1      | 高倉麻子   | 2019 FIFA女子ワールドカップ                        | [ 180 ]    |
| 22.        | 2019年10月6日  | 静岡             | IAIスタジアム日本平                        | カナダ               | ○ 4-0      | 高倉麻子   | 国際親善試合                                       | [ 181 ]    |
| 23.        | 2019年12月11日 | 釜山             | 釜山アジアド主競技場                       | チャイニーズタイペイ | ○ 9-0      | 高倉麻子   | EAFF E-1サッカー選手権2019                         | [ 182 ]    |
| 24.        | 2019年12月11日 | 釜山             | 釜山アジアド主競技場                       | チャイニーズタイペイ | ○ 9-0      | 高倉麻子   | EAFF E-1サッカー選手権2019                         | [ 182 ]    |
| 25.        | 2019年12月14日 | 釜山             | 九徳総合運動場                             | 中華人民共和国       | ○ 3-0      | 高倉麻子   | EAFF E-1サッカー選手権2019                         | [ 183 ]    |
| 26.        | 2019年12月14日 | 釜山             | 九徳総合運動場                             | 中華人民共和国       | ○ 3-0      | 高倉麻子   | EAFF E-1サッカー選手権2019                         | [ 183 ]    |
| 27.        | 2019年12月14日 | 釜山             | 九徳総合運動場                             | 中華人民共和国       | ○ 3-0      | 高倉麻子   | EAFF E-1サッカー選手権2019                         | [ 183 ]    |
| 28.        | 2020年3月5日   | オーランド       | エクスプロリア・スタジアム                 | スペイン             | ● 1-3      | 高倉麻子   | 2020 シービリーブスカップ                          | [ 184 ]    |
| 29.        | 2020年3月11日  | フリスコ         | トヨタ・スタジアム                         | アメリカ合衆国       | ● 1-3      | 高倉麻子   | 2020 シービリーブスカップ                          | [ 185 ]    |
| 30.        | 2021年4月8日   | 仙台             | ユアテックスタジアム仙台                   | パラグアイ           | ○ 7-0      | 高倉麻子   | 国際親善試合                                       | [ 186 ]    |
| 31.        | 2021年4月8日   | 仙台             | ユアテックスタジアム仙台                   | パラグアイ           | ○ 7-0      | 高倉麻子   | 国際親善試合                                       | [ 186 ]    |
| 32.        | 2021年6月10日  | 広島             | エディオンスタジアム広島                   | ウクライナ           | ○ 8-0      | 高倉麻子   | 国際親善試合                                       | [ 187 ]    |
| 33.        | 2021年6月10日  | 広島             | エディオンスタジアム広島                   | ウクライナ           | ○ 8-0      | 高倉麻子   | 国際親善試合                                       | [ 187 ]    |
| 34.        | 2021年6月13日  | 宇都宮           | カンセキスタジアムとちぎ                   | メキシコ             | ○ 5-1      | 高倉麻子   | 国際親善試合                                       | [ 188 ]    |
| 35.        | 2021年7月14日  | 亀岡             | サンガスタジアム by KYOCERA                | オーストラリア       | ○ 1-0      | 高倉麻子   | 国際親善試合                                       | [ 189 ]    |
| 36.        | 2021年7月21日  | 札幌             | 札幌ドーム                                 | カナダ               | △ 1-1      | 高倉麻子   | 2020年東京オリンピック                             | [ 190 ]    |

## タイトル・表彰

### クラブ
- 日テレ・ベレーザ
  - なでしこリーグ：3回 (2007、2008、2010)
  - なでしこリーグカップ：3回 (2007、2010、2012)
  - 皇后杯全日本女子サッカー選手権大会：2回 (2008、2009)
- TSG1899ホッフェンハイム
  - 女子ブンデスリーガ2部南（ドイツ語版）: 1回 (2012-13)
- FCバイエルン・ミュンヘン
  - 女子ブンデスリーガ1部: 2回 (2014-15, 2015-16)

### 代表
- U-17日本代表
  - AFC U-19女子選手権：1回 (2009)

- 日本代表
  - 東アジア女子サッカー選手権：1回 (2010)
  - FIFA女子ワールドカップ：1回 (2011)
  - AFC女子アジアカップ：1回 (2018)
  - アジア競技大会：1回（2018）

### 個人
- なでしこリーグ
  - 新人賞： (2008年)
  - 敢闘賞：1回 (2011年)
  - ベストイレブン：1回 (2011年)
- なでしこリーグカップMVP：1回 (2010年)
- FIFA U-17女子ワールドカップ ゴールデンボール(MVP)：1回 (2008年)
- AFC U-19女子選手権
  - MVP：1回 (2009年)
  - 得点王：1回 (2009年)
- アジア年間最優秀ユース選手賞：2回 (2008年、2009年)
- AFC女子アジアカップ MVP：1回 (2018年)
- EAFF E-1サッカー選手権 得点王：1回 (2019年)

### 表彰
- 国民栄誉賞（2011年、2011 FIFA女子ワールドカップ日本女子代表の一員として）
- 紫綬褒章（2011年、同上）

## 書籍
- 2021年6月30日 『明るく 自分らしく』 (KADOKAWA) ISBN 9784046049261

## テレビ番組
- Jフットニスタ（2024年2月 - 、朝日放送テレビ）MC[191]
- WEEKLYワールドサッカー Supported by U-NEXT（2024年10月03日 - 、BS11）MC[192]